# Coelogyne micrantha
Coelogyne micrantha é uma espécie de orquídea epífita, família Orchidaceae, originária de Assam.